# Nacionalna asocijacija Photoshop profesionalaca
Nacionalna asocijacija  profesionalaca (NAPP) (engl. National Association of Photoshop Professionals) je organizacija osnovana od strane Skota Kelbija koja ima više od 75.000 članova širom sveta. Organizacija je namenjena prvenstveno korisnicima Adobe softvera uključujući Photoshop ali i ostale programe: InDesign, Illustrator, Lightroom.

## 
organizacija izdaje časopis Photoshop User u kojem članovi mogu da pročitaju najnovija dešavanja kao i nekoliko kolumni pisanih strane od trenera Photoshop-a iz celog sveta.
 je nedeljni podkast čiji su domaćini: Skot Kelbi, Dejv Kros (engl. Dave Cross) i Met Kloskovski (engl. Matt Kloskowski). Obično sadrži tri predavanja o Photoshop-u ili u vezi sa Adobe proizvodima kao i vesti o događajima. Raniji nazivi su Photoshop TV i jedno kratko vreme NAPP TV. Od početka proleća 2008. emituje se uživo na Fox Business Channel.

## Spoljašnje veze
- NAPP sajt